# Caliente
Caliente és una població dels Estats Units a l'estat de Nevada. Segons el cens del 2000 tenia 1.123 habitants.

## Demografia
Segons el cens del 2000, Caliente tenia 1.123 habitants, 408 habitatges, i 241 famílies La densitat de població era de 233,09 habitants per km².
Dels 408 habitatges en un 29,4% hi vivien nens de menys de 18 anys, en un 46,1% hi vivien parelles casades, en un 11,8% dones solteres, i en un 40,9% no eren unitats familiars. En el 37,3% dels habitatges hi vivien persones soles el 18,1% de les quals corresponia a persones de 65 anys o més que vivien soles. El nombre mitjà de persones vivint en cada habitatge era de 2,34 i el nombre mitjà de persones que vivien en cada família era de 3,12.
Per edats la població es repartia de la següent manera: un 39,1% tenia menys de 18 anys, un 5,2% entre 18 i 24, un 17,5% entre 25 i 44, un 21,9% de 45 a 64 i un 16,3% 65 anys o més.
L'edat mediana era de 33,1 anys. Per cada 100 dones hi havia 89,7 homes. Per cada 100 dones de 18 o més anys hi havia 85,37 homes.
La renda mediana per habitatge era de 25.833 $ i la renda mediana per família de 38.667 $. Els homes tenien una renda mediana de 39.500 $ mentre que les dones 24.688 $. La renda per capita de la població era de 20.555 $. Aproximadament el 17,3% de les famílies i el 22,3% de la població estaven per davall del llindar de pobresa.

## Poblacions més properes
El següent diagrama mostra les poblacions més properes.